# Liste der Bistümer in Deutschland
Die Liste der Bistümer in Deutschland bietet einen Überblick über die Diözesen und sonstigen Jurisdiktionsbereiche episkopal (bischöflich) verfasster Kirchen auf dem Gebiet der Bundesrepublik Deutschland. Diese Form der Kirchenverfassung ist bei den vorreformatorischen Kirchen allgemein üblich, bei den evangelischen Kirchen jedoch nicht. Die Systematik dieser Liste folgt der Liste der christlichen Konfessionen. Aufgenommen werden auch Bistümer mit Sitz außerhalb Deutschlands, wenn sich ihr Jurisdiktionsbereich auf deutsches Gebiet erstreckt.

## Orthodoxe Kirchen

### Östlich-orthodoxe Kirchen
Ökumenisches Patriarchat von Konstantinopel
- Griechisch-Orthodoxe Metropolie von Deutschland und Exarchat von Zentraleuropa, Sitz Bonn, Metropolit: Augoustinos Lambardakis
- Exarchat der orthodoxen Gemeinden russischer Tradition in Westeuropa, Sitz Paris, Exarch: Johannes von Charioupolis
- Ukrainische Orthodoxe Eparchie von Westeuropa, Sitz Genk (Belgien) (oder Bergisch Gladbach), Erzbischof: Ioan (Derewianka) von Parnassos

Bulgarisch-Orthodoxe Kirche
- Bulgarisch-orthodoxe Diözese von West- und Mitteleuropa, Sitz Berlin, Metropolit: Antonij

Georgische Orthodoxe Apostelkirche
- Westeuropäische Diözese der Georgischen Orthodoxen Kirche, Sitz Regensburg, Metropolit: Abraam Garmelia

Griechisch-Orthodoxe Kirche von Antiochien (Rum-Orthodoxe Kirche)
- Erzbistum von Deutschland und Mitteleuropa, Sitz Köln-Seeberg, Metropolit: Isaak Barakat, Weihbischof in Deutschland ist Bischof Hanna Haikal mit Sitz in Berlin

Rumänisch-Orthodoxe Kirche
- Rumänische Orthodoxe Metropolie für Deutschland, Zentral- und Nordeuropa, Sitz Nürnberg, Metropolit: Serafim Joantă

Russisch-Orthodoxe Kirche
- Berliner Diözese der Russischen Orthodoxen Kirche, Sitz Berlin, Erzbischof: Tichon
- Russische Orthodoxe Diözese des orthodoxen Bischofs von Berlin und Deutschland, Sitz München, Erzbischof: Mark
- Ständige Vertretung der Russischen Orthodoxen Kirche in Deutschland, Sitz Düsseldorf, Erzbischof: Longin von Klin († 25. August 2014)

Serbisch-Orthodoxe Kirche
- Eparchie von Düsseldorf und ganz Deutschland, Sitz Düsseldorf, Bischof: Grigorije Durić

Mazedonische Orthodoxe Kirche (Autokephalie nicht anerkannt)
- Mazedonische Orthodoxe Diözese für Europa, Metropolit: Pimen

### Altorientalische Kirchen
Armenische Apostolische Kirche
- Armenische Apostolische Diözese für Deutschland, Sitz Köln, Erzbischof: Karekin Bekdjian

Äthiopisch-Orthodoxe Tewahedo-Kirche
- Bistum Nord-West-Europa, Sitz London, Erzbischof: Johannes (Ein Bischofsvikar sitzt in Köln)

Syrisch-Orthodoxe Kirche von Antiochien
- Syrisch-Orthodoxes Erzbistum Deutschland, Sitz Warburg, Bischof: Philoxenos Matthias Nayis

Koptisch-orthodoxe Kirche
- Heiliges Bistum von Höxter-Brenkhausen, Kröffelbach und ganz Deutschland, Sitz Höxter, Bischof: Damian

Syrisch-Orthodoxe Kirche von Europa
- Erzbistum von Europa, Sitz Altenbergen, Metropolit: Mor Severius Moses

Alte Kirche des Ostens
- Erzbistum des Libanon, Syrien & Europa, Sitz Mainz, Erzbischof: Timotheus Mar Shallita

Assyrische Kirche des Ostens
- Erzbistum Europa, Sitz Norsborg, Metropolit: Odisho Oraham

Malankara Orthodox-Syrische Kirche
- Bistum Kanada & Europa, Metropolit: Mathews Mar Thimothios

Mar-Thoma-Kirche
- Bistum von Nordamerika & Europa, Sitz Merrick, New York, USA, Bischof: Geevarghese Mar Theodosius

## Katholische Kirchen

### Römisch-katholische Kirche

#### Katholisch-Unierte Kirchen (Katholische Ostkirchen)
Ukrainische Griechisch-Katholische Kirche
- Apostolisches Exarchat Deutschland und Skandinavien, Sitz München, Exarch: Bohdan Dsjurach

### Unabhängige Katholische Kirchen
Alt-Katholische Kirche
- Katholisches Bistum der Alt-Katholiken in Deutschland, Sitz Bonn, Bischof: Matthias Ring

#### Freie katholische Kirchen und Gemeinden
Freikatholische Kirche
- Erzbistum der Freikatholischen Kirche in Deutschland, Sitz in München, Erzbischof: Hilarios Ungerer

Anglo-Lutheran Catholic Church
- Erzbistum Europa, Sitz Annapolis, Erzbischof: Jens Bargmann

Katholischer Bruderbund / Bund freier katholischer Gemeinden
- Sitz in Hövelhof, Kreis Paderborn, Erzbischof: Karl-Michael Soemer

Keltische Kirche Deutschland (KKD)
- Sitz in Hamm, Erzbischof: Karl Uwe Eckert

## Anglikanische Kirchen

### Anglikanische Gemeinschaft
Church of England
- Diözese in Europa, Sitz Gibraltar, Bischof: Robert Innes

Episkopalkirche der Vereinigten Staaten von Amerika
- Convocation of Episcopal Churches in Europe, Sitz Paris, Bischof: Pierre Whalon

### Anglican Church in North America
Reformierte Episkopalkirche
- Missions-Bistum Deutschland, Sitz: Schwarzenborn, Bischof: Gerhard Meyer

### Sonstige Sondergemeinschaften
Freie Protestantisch-Bischöfliche Kirche
- Diözese St. Benedikt, Sitz Meerbusch, Bischof: Peter Leers

## Protestantische Kirchen

### Evangelische Kirche in Deutschland
Die Evangelische Kirche in Deutschland ist nicht in Bistümern organisiert, sondern in Landeskirchen, deren Gebietszuschnitt sich teilweise noch an den Staaten des Alten Reiches bis 1806 bzw. 1815 orientiert, siehe Übersicht der Evangelischen Landeskirchen.
Die Oberhäupter einiger Landeskirchen tragen den Titel Landesbischof/Landesbischöfin, anderer die Titel Bischof/Bischöfin, Pröses, Kirchenpräsident/Kirchenpräsidentin, Landessuperintendent/Landessuperintendentin. Die geistliche Leitung der Bremischen Evangelischen Kirche übt der Schriftführer/die Schriftführerin mit den anderen gewählten Mitgliedern aus.

### Evangelisch-methodistische Kirche in Deutschland
Die EmK/UMC gliedert sich in Deutschland in drei jährliche Konferenzen (NJK, OJK, SJK), zusammen bilden sie die deutsche Zentralkonferenz, diese ist deckungsgleich mit dem Gebiet des Bischofssprengels. Derzeit steht den Konferenzen und dem Sprengel Deutschland Bischöfin Rosemarie Wenner vor.

### Bund Evangelisch-Freikirchlicher Gemeinden
Der Bund Evangelisch-Freikirchlicher Gemeinden (Baptisten und Brüdergemeinden) ist in 13 Landesverbänden (früher: Vereinigungen) organisiert. Einen 14. deutschlandweit tätigen Verband bildet die Arbeitsgemeinschaft der Brüdergemeinden.

### Evangelisch-Lutherische Kirche Lettlands
- Lettische Evangelisch-Lutherische Kirche im Ausland mit Sitz in Deutschland, Mitglied des Ökumenischen Rates der Kirchen

## Neuapostolische Kirche
Die Neuapostolische Kirche ist in Gebietskirchen aufgeteilt, die von Bezirksaposteln geleitet werden. In Deutschland gibt es die drei Gebietskirchen Süddeutschland, Westdeutschland und Nord- und Ostdeutschland.